# Garfield
Garfield es el nombre de una tira de prensa creada por Jim Davis, que tiene como protagonistas al gato Garfield, al no muy brillante perro Odie, y a su dueño, el ingenuo Jon Arbuckle (llamado Jon Bonachón en la traducción hispanoamericana y por su nombre original en la española). El protagonista principal se llama así por el abuelo de Davis, James Garfield Davis, quien fue bautizado a su vez en honor al presidente estadounidense James A. Garfield.

## Historia
En los años 70, Davis creó una tira llamada Gnorm Gnat, la cual no tuvo mucho éxito. Un editor dijo, "su arte era bueno, sus chistes eran grandiosos", pero que "nadie se puede identificar con los insectos." Davis decidió tomar una larga y dedicada mirada a las tiras cómicas y vio que a los perros les iba muy bien, pero que no había gatos en la época. Davis pensó que al haber sido criado en una granja con 25 gatos se podría presentar con una tira basada en un gato. Luego procedió a crear una nueva tira con un gato como su personaje principal y creó a Garfield, quién presta la primera letra del nombre de su primer trabajo. Garfield originalmente consistía de tres personajes principales. Garfield, el personaje titular, fue inspirado en los gatos que Davis tenía cuando era pequeño; tomó su nombre y personalidad del abuelo de Davis, James A. Garfield Davis, quién era, en palabras de Davis, "un hombre enorme y escandaloso". Jon Arbuckle vino de un comercial de café de los años 50, y Odie estaba basado en un comercial de venta de autos que Davis había escrito. Inicialmente en la tira, el dueño de Odie era un hombre llamado Lyman. Lyman había sido creado para darle a Jon alguien con quién hablar. Davis luego reconoció que Garfield y Jon podían "comunicarse de forma no verbal". La tira, originalmente centrada en Jon, fue rechazada por las agencias de King Features, Post-Hall y Chicago Tribune-New York News, ya que todas éstas pedían a Davis que se enfocara en el gato, quien en la opinión de las mismas, tenía las mejores líneas. United Feature Syndicate aceptó la tira reescrita en 1978 y debutó en 41 periódicos el 19 de junio de ese año (sin embargo, después de una prueba, el Chicago Sun-Times sacó la tira, pero la repondría tras las quejas de los lectores). La primera tira dominical de Garfield salió el 25 de junio de 1978, siendo presentada como un tercer paginador hasta el 22 de marzo de 1981. Una media página debutó al domingo siguiente, 29 de marzo, con las tiras para el 14 y 21 de marzo de 1982, teniéndolo un formato único de nueve paneles, pero UFS restringió el uso del mismo (sin embargo, permitió a Davis utilizar el formato para su tira de U.S. Acres).
La tira pasó por varios cambios estilísticos, evolucionando del estilo de las tiras entre 1978 y 1983, a un aspecto más caricaturesco desde 1984 hacia adelante. Este cambio se ha notado principalmente en el diseño de Garfield, el cual pasó por una "evolución Darwiniana" en la cual empezó a caminar con sus patas traseras, se volvió un poco más delgado y sus ojos se hicieron un poco más grandes. Su evolución, según Davis, era para hacer más fácil el poder "empujar a Odie de la mesa" o "agarrar un trozo de tarta."
El 6 de agosto de 2019, Viacom anunció la adquisición de Paws, Inc, eso incluye los derechos de la franquicia de Garfield (tiras cómicas, mercadotecnia y series animadas). Jim Davis continuará realizando la tira, y producirá una nueva serie animada de Garfield para Nickelodeon, subsidiaria de Viacom.

## Personajes

### Garfield
Garfield es un gato gordo anaranjado, con rayas negras y una peculiar forma de actuar. Es un Exótico. Le encanta comer, dormir (ambas acciones en cantidades asombrosas), ver la televisión y burlarse de Jon y Odie. Su comida favorita es la lasaña, y detesta las pasas y las espinacas. Se le ha visto cazar pájaros, pero no ratones, pues considera asqueroso comerlos. También odia a las arañas y, sobre todo, los lunes (no aplicable cuando es su cumpleaños).
Al comienzo de la tira cómica, Garfield era un gato realmente obeso, justificando así las continuas bromas de los demás personajes (incluida su propia báscula) sobre su peso. Con el paso del tiempo su figura se estilizó, aunque siguió mostrando una barriga abultada. Además de la línea, Garfield también muestra otras preocupaciones humanas, como el paso del tiempo.

### Otros personajes principales
- Jonathan 'Jon' Q. Arbuckle (Jon Bónachon, en Hispanoamérica): Es el dueño de Garfield y de Odie, y el deuteragonista de la tira cómica. Es una persona extremadamente torpe y desafortunada, especialmente en su vida amorosa. Fue el primer compañero de conversación de Garfield y a menudo blanco de sus bromas. Es caricaturista, y está obligado a gastar mucho dinero para satisfacer las necesidades de Garfield, incluyendo cantidades industriales de comida y reparar los destrozos que provoca en su casa.

- Odie: Es un adorable pero tonto perro de pelaje amarillo y orejas castañas, que constantemente jadea mostrando su gran lengua y es el tritagonista de la tira cómica. Es el único personaje sin una "voz" (aunque en una ocasión se le mostró pensando: "tengo hambre"; también se le ha visto hablar en algunos sueños de Garfield y diciendo: "el olfato no falla"). Es el blanco común de las bromas de Garfield, siendo la más clásica el tirarlo de un puntapié de la mesa. El dueño original de Odie era Lyman, un amigo y compañero de hogar de Jon Arbuckle. Sin embargo, cuando Lyman desapareció en 1983, Odie se convirtió en mascota de Jon. Es, comparado con Garfield, un idiota que lo babea todo. Recientemente, Odie parece estar caminando mucho más a menudo a dos patas. Su primera aparición fue el 8 de agosto de 1978.

En la película de 2004 Odie es dado a Jon de parte de la doctora Liz el cual solo lo adopta para hacer feliz a Liz, más tarde se pierde y es secuestrado por el conductor de televisión Happy Chapman.
- Dra. Liz Wilson: Veterinaria de Garfield y el eterno amor de Jon Arbuckle. Ella acepta sus invitaciones a salir de vez en cuando, pero estas citas casi siempre se vuelven desastres, por sus chistes o estupideces (además de la omnipresencia de Garfield, que siempre se las arregla para estar presente en las citas). Desde julio de 2006 aparece mucho como pareja estable de Jon, ya que es la única a la cual Garfield acepta.

- Arlene: Es la novia aunque no siempre de Garfield. Es una gata rosa muy delgada, que parece ser la única cosa viviente en el mundo que puede hace reír con éxito a Garfield. Tiene grandes labios y un cuello muy delgado que la distingue. Antes en la serie también tenía un hueco entre sus dientes (que fue la primera observación que le hizo Garfield al conocerla); y aparecía mucho más que ahora.

- Pooky: Es el osito de peluche de Garfield. Su primera aparición fue el 23 de octubre de 1978. La tira cómica mostraba a Garfield investigando a través de uno de los cajones de Jon, encontrando a Pooky, y adoptándolo como propio. Junto a él vive constantes aventuras imaginarias.

- Nermal: Es un lindo y mono gatito (el gatito más tierno en el mundo, como se autodefine) que incomoda inmensamente a Garfield, lo que resulta normalmente el envío de Nermal a Abu Dabi. A menudo entra sin ser anunciado, para mortificación de Garfield. En sus primeras apariciones, era de los padres de Jon, pero esa explicación se dejó de usar rápidamente. Cuando se lo ve, normalmente es porque Jon tiene que hacer de niñera con él. Nunca se lo ha visto en la granja de los padres de Jon. Debido a sus largas pestañas y a su personalidad aparentemente afeminada, los fanes lo han confundido a menudo como una hembra, y en el doblaje chileno se le conoce como tal (con el nombre de Telma). Como curiosidad en una de las historietas Nermal le comenta a Garfield que él nunca crecerá, porque es un gato enano, a lo que Garfield responde "hay gatos que nacen con suerte". Sin embargo, en otra historieta Garfield descubre que el secreto de la eterna juventud de Nermal radica en el hecho en que todas las noches se aplica mascarillas.

En la película de 2004 se nota como un gato callejero el cual menciona cosas obvias a Garfield y ambos juegan al “Astronauta” el cual solo es un engaño de parte de Garfield para robar la leche.
- Mamá: La madre de Jon, que siempre está cocinando y enviándole suéteres incómodos a Garfield.

- Papá: El padre de Jon, que cuida la granja familiar.

- Doc Boy: El único hermano de Jon, que cuida a los cerdos en la granja, y un perdedor al igual que su hermano. Es aparentemente más joven que Jon. No le gusta que lo llamen "Doc Boy".

- Abuela: Ama a Jon y Garfield, y de vez en cuando hace apariciones a lo largo de la serie. Los datos sobre ella fueron revelados en un especial de Navidad, donde se dice que su marido ha fallecido y habla sobre su vida con él.

- Lyman: Amigo de Jon que vivió durante algún tiempo con él, y dueño original de Odie. Desapareció de la historieta en 1983, suceso que nunca se explicó totalmente. Su última aparición en la tira era un cameo en el tablero del logotipo para la tira del domingo publicada el 19 de junio de 1988. Recientemente, Davis fue obligado a referirse directamente a este tema: según Davis, el propósito original de Lyman era ser alguien al que Jon realmente pudiera hablar y comunicarse, misión que cada día era tomada con más fuerza por Garfield. De allí que desapareciera de la tira sin explicación.

- Irma: Camarera y dueña del “Restaurante de Irma", lugar que de vez en cuando es visitado por Jon y Garfield. La comida que prepara, su servicio, su salud mental es más que cuestionable y al parecer tuvo varios esposos (el primero murió al comer un especial de atún).

- Herman Post: El cartero de Jon Arbuckle. Está en estado de ansiedad perpetuo por los ataques de Garfield, y constantemente está buscando una manera de entregar el correo de forma segura, pero casi nunca tiene éxito.

### Personajes secundarios
- Hubert y Reba: Son los vecinos de Jon, y cumplen a la perfección el rol de "vecinos viejos y ariscos".

- Sra. Feeny: Otra vecina de Jon, la cual nunca ha aparecido en las tiras. Garfield siempre se burla de ella y de su pequeño perro (que tampoco ha aparecido nunca) y al final siempre está quejándose con Jon por teléfono sobre lo que hace Garfield.

- El payaso Binky: Es un actor de televisión que interpreta un personaje chillón y burlón, su principal frase es: "¡Heeeeeeey, niños!".

- Ellen: Es una chica con la que Jon ha intentado salir en muchas ocasiones. Nunca ha aparecido en las tiras excepto en la tira del 20 de julio de 2006 , pero es habitual ver a Jon hablando por teléfono con ella para proponerle una cita. Por lo general ella prefiere hacer cualquier cosa antes que salir con él. En una reciente tira se menciona que sufrió amnesia y va a cenar con Jon, aunque finalmente ella se va con otro y Jon termina saliendo con Liz.

- El vengador de la capa: Es la otra personalidad de Garfield, que se asemeja mucho a Superman. Por lo general, el vengador de la capa es bastante cobarde, y cuando se presenta algún tipo de peligro huye; su archienemigo es la larga lengua de un perro que vive con él.

- Ralph: Es el ayudante de Doc Boy en la granja Arbuckle. Se encarga de mantener el orden y la producción de la misma, ordeñando las vacas y cuidando de los gallineros.

- Floyd: Es un ratón que habita en un agujero en la casa de Jon, disfrutando de una gran vida social a espaldas de éste. Garfield no se preocupa por cazarlo, como haría cualquier gato doméstico, y mantiene un pacto con él: Garfield no intenta cazarlos, y ellos no invaden su arena.

- Squeak: Es otro ratón que aparece también en las tiras desde 1984. Aunque su nombre real no es Squeak, así es como lo llama Garfield, En la película de 2006 se le llega a mencionar con el nombre de “Luis” el cual esta a dieta y le gustan las galletas de Linaza y Nopal. Para poder reconocer a Squeak en las tiras de Garfield hay que fijarse si no hay otros ratones alrededor.

- Otro de los personajes recurrentes que aparecen en las tiras de Garfield son las arañas, que suelen aparecer andando por la mesa o colgando desde su telas de araña. Las arañas son aplastadas sin remordimientos por Garfield con un periódico enrollado. Las arañas suelen vengarse, pero suelen ser intentos infructuosos en la mayor parte de las ocasiones. Los únicos nombres que se le han dado a una araña han sido Guido y Renata.

- Las dietas de Garfield han hecho aparecer varios personajes, como la comida que camina y habla que son producidas por las alucinaciones de Garfield debido a la falta de comida.

- La báscula, la televisión y el despertador aparecen constantemente en las tiras. De los tres objetos, tan solo la báscula tiene una personalidad definida y alguna vez se ha llamado a sí misma RX-2, pero sobre todo es famosa por ser muy cruel y cínica con el sobrepeso de Garfield. Para no ser destrozada o tirada a la basura suele engañar a Garfield sobre su peso real aunque al final suele hacer algún comentario hiriente. El despertador siempre aparece junto a la cama de Garfield, una caja con una manta, y junto a Pooky, el osito de Garfield. La televisión muchas veces contesta a lo que piensa Garfield en ese momento o incluso se insulta a sí misma. Es habitual ver a Garfield viendo el canal gatuno, el show del payaso Binky o un mundo increíble.

- Clive es el amigo invisible de Garfield. Clive saca de quicio tanto a Jon como a Odie.

- Stretch es el pollo de goma de Garfield, que le regalaron Jon y Odie en su 6.º cumpleaños (1984). Solo ha aparecido en 13 tiras y algunos cameos de vez en cuando para ser usado como arma arrojadiza contra Jon.

- Madre Es la madre de Garfield. Aparece en el especial Garfield en la ciudad. Es una gata callejera bastante delgada. Vive en una pizzería abandonada junto a sus otros familiares.

## Series y películas

### Series de televisión
- Garfield y sus amigos (1988-1994) — serie de televisión con 2 segmentos de Garfield y uno de la granja de Orson.
- El Show de Garfield (2008- 2016) — show de televisión de 2 a 3 segmentos de Garfield en tercera dimensión.
- Garfield Originals (2019-2020) — show de televisión de 5 segmentos de Garfield en segunda dimensión.
- Serie de Nickelodeon de Garfield sin título (2025?)[2]

### Especiales de TV
- Here Comes Garfield (1982)
- Garfield on the Town (1983)
- Garfield in the Rough (1984)
- Garfield's Halloween Adventure (1985)
- Garfield in Paradise (1986)
- Garfield Goes Hollywood (1987)
- A Garfield Christmas (1987)
- Happy Birthday, Garfield (1988)
- Garfield: His 9 Lives (1988)
- Garfield's Babes and Bullets (1989)
- Garfield's Thanksgiving (1989)
- Garfield's Feline Fantasies (1990)
- Garfield Gets a Life (1991)

### Películas de cine
- Garfield: la película (2004, película en imagen real)
- Garfield 2 (2006, secuela de Garfield: la película)
- Garfield: La película (2024, película en CGI)

### Películas directo a vídeo
- Garfield Gets Real (2007) Película en tercera dimensión
- Garfield's Fun Fest (2008) Secuela de Garfield Gets Real en tercera dimensión
- Garfield's Pet Force (2009) Secuela de término de la saga Garfield's en tercera dimensión

## Videojuegos
- Garfield: Big Fat Hairy Deal (1987) (Atari ST/ZX Spectrum/Commodore 64/Amstrad CPC/Amiga)
- Garfield: Winter's Tail (1989) (Atari ST/Amiga/ZX Spectrum/Commodore 64)
- A Week of Garfield (1989) (Nintendo Family Computer)
- Garfield: Caught in the Act (1995) (Mega Drive/Sega Game Gear/PC)
- Garfield's Mad About Cats (1999) (PC)
- Garfield (videojuego) (2004) (PS2/PC)
- Garfield: The Search for Pooky (2005) (GBA)
- Garfield and His Nine Lives (2006) (GBA)
- Garfield: A Tail of Two Kitties (2005) (PS2/PC/DS)
- Garfield's Nightmare (2007) (DS)
- Garfield's Fun Fest (2008) (DS)
- Garfield Gets Real (2009) (WII/DS)
- The Garfield Show: Threat of the Space Lasagna (2010) (Wii/PC)
- Garfield Kart (2015) (3DS/iOS/PC)
- Garfield Kart: Furious Racing (2019) (PS4/Xbox One/Switch/PC)
- Garfield Lasagna Party

(2022)
(PS5/PS4/Xbox Series/Xbox One/Switch/PC)